# Palazzo Treves de Bonfili
Palazzo Treves de Bonfili, talvolta noto anche come Palazzo Barozzi Emo Treves de Bonfili, è un'architettura veneziana sita nel sestiere di San Marco e affacciata sul Canal Grande ove esso si interseca con il Rio di San Moisè, dirimpetto a Punta della Dogana.

## Storia

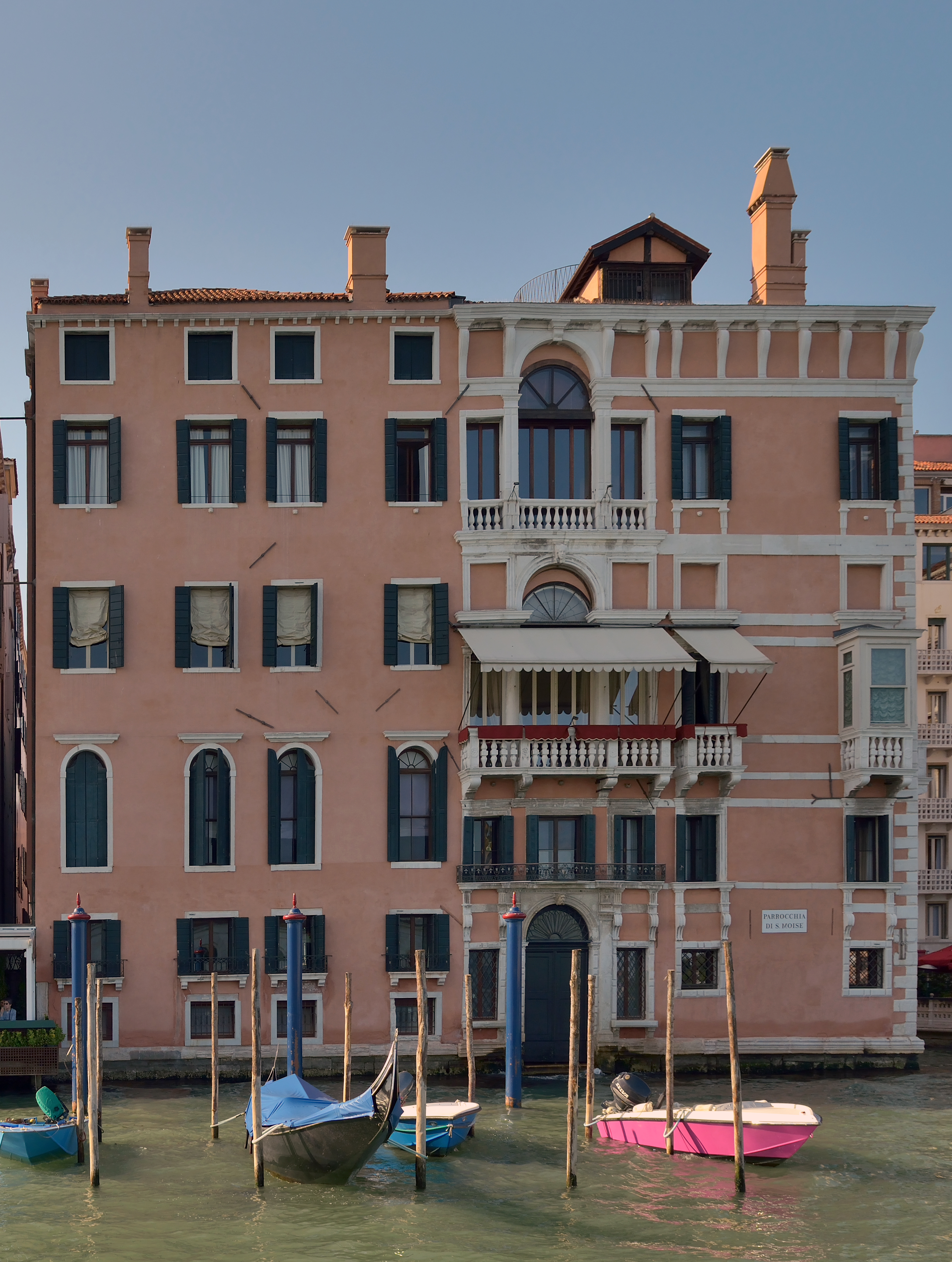
Palazzo Barozzi Emo Treves de Bonfili sul Canal Grande, Venezia

Il Palazzo si trova in una posizione strategica per i commerci marittimi: lo stretto Rio di San Moisè su cui prospetta infatti permette di raggiungere rapidamente a Rialto, dato che si trasforma ben presto in Rio San Luca per sfociare nei pressi di Palazzo Grimani.
Data questa premessa, non ci stupisce che già nel XII secolo fosse stato ivi edificato dalla famiglia Barozzi un palazzo merlato, arricchito da un loggiato, da un porticato e da due ampie torri quadrate. Nel XVIII secolo il precedente edificio venne sottoposto a imponenti ristrutturazioni, che furono però interrotte con il passaggio di proprietà alla nobile famiglia Emo.
Nel 1827 l'intero complesso fu acquistato dai banchieri della famiglia Treves, baroni de Bonfili: si dedicarono all'arricchimento delle sale interne, senza alterare né la facciata incompiuta né la pianta, sapendo così trasformare l'edificio nel miglior esempio di neoclassicismo presente in città. In particolare, i lavori sono seguiti con interesse da Jacopo Treves, noto anche come mecenate: posizionò nel Palazzo opere di Angelo Pizzi, Giuseppe Borsato, Giovanni Demin, Sebastiano Santi, Francesco Hayez, Michelangelo Grigoletti, Antonio Bosa e altri. Sempre in quell'anno vennero acquistate due statue di Antonio Canova: Ettore e Aiace, che furono poste in un apposito vano absidato con affaccio sulla principale via acquatica della città.
L'edificio, la cui tinta era in condizioni precarie, appare ora ristrutturato negli esterni e caratterizzato da un colore rosa.

## Architettura

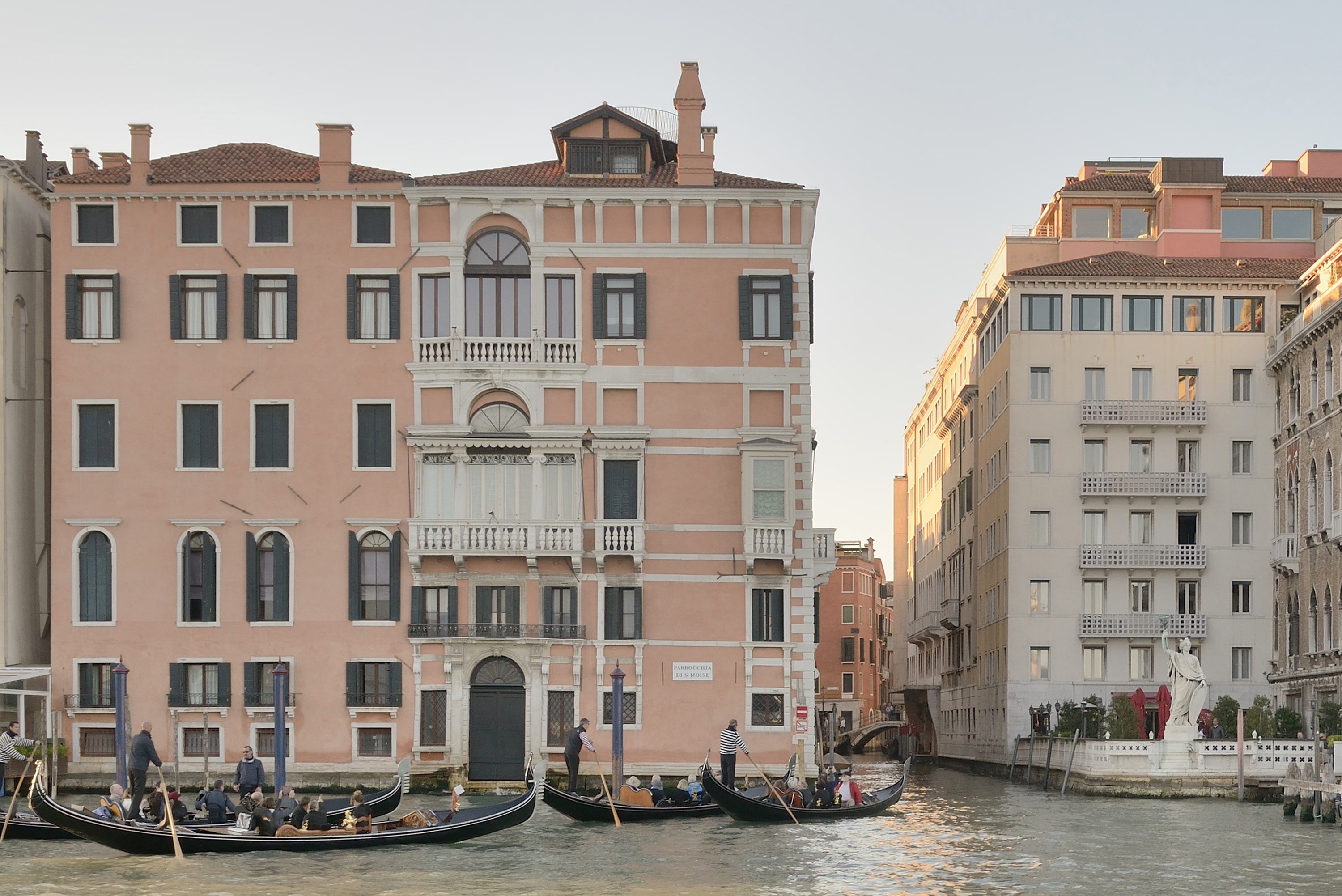
Il palazzo dopo il restauro

L'architetto che curò il restauro secentesco, Bartolomeo Manopola, decise di far diventare principale la facciata sul Rio di San Moisè ai danni di quella che insisteva sul Canal Grande, che appare infatti asimmetrica.
La facciata sul Canal Grande appare divisa chiaramente in due settori: quello di sinistra, più semplice, è un residuo dell'edificio originale, mentre quello di destra, contraddistinto da due imponenti serliane e da un grandioso portale ad acqua, è un grandioso esempio di architettura rinascimentale.
La facciata sul Rio di San Moisè è invece molto più ampia: sviluppata straordinariamente sia in altezza che in lunghezza, appare sproporzionata rispetto alle dimensioni dello spazio sul quale si affaccia. Appare emblema di un giovane barocco, contraddistinto ancora da importanti elementi rinascimentali come l'uso della serliana. Ogni piano presenta quindici finestre: sovente disposte a coppie, trovano l'asse di simmetria nel portale monumentale. Alcuni dei numerosissimi fori sono stati resi ciechi.
Il palazzo presenta un belvedere collocato sul tetto.